# Bandera de la Unión Europea Occidental
La bandera de la Unión Europea Occidental fue de color azul oscuro con un semicírculo de diez estrellas de cinco puntas de color amarillo, roto en la parte superior, con las letras blancas WEU horizontales y las letras UEO verticalmente, cruzándose ambos acrónimos en el centro, siendo el centro de intercambio la letra E. UEO es el acrónimo en francés, español, italiano y portugués de «Unión Europea Occidental», mientras que WEU es el acrónimo para los idiomas inglés y alemán. La bandera de color azul con estrellas amarillas se toma de la bandera de la Unión Europea, sin embargo, el número de estrellas es de diez, debido a que la Unión Europea Occidental cuenta con este número de miembros.
La bandera fue poco utilizada, debido a que la Unión Europea Occidental estuvo mucho tiempo inactiva y que ha sido sucedida en sus actividades militares por la Unión Europea. Se empleó en una ocasión en el navío de guerra estadounidense USS John Rodgers, cuando éste fue usado como buque insignia en las operaciones en Bosnia y Herzegovina bajo mandato italiano con tripulación de la UEO.
La bandera actual solo ha estado en uso desde 1993. Anteriormente existía un diseño similar pero con solo 9 estrellas, que era el número de Estados miembros antes de que Grecia ingresara en la UEO, y en el que las estrellas eran de mayor tamaño en la base que en la franja. Este diseño sustituyó una versión utilizada desde la fundación de la UEO, que también era azul oscuro pero, en lugar de las estrellas, tenía cinco enlaces formando una cadena continua en forma de pentágono. Había un borde multicolor (rojo en la parte exterior, oro, blanco y negro) tomado de las banderas de los Estados miembros de la UEO.